# Joel Cracraft
Joel Lester Cracraft (* 31. Juli 1942) ist ein US-amerikanischer Ornithologe und Paläontologe. Er ist Kurator für Ornithologie am American Museum of Natural History (AMNH).

## Leben
Cracraft wurde 1969 an der Columbia University promoviert (Functional Morphology of Locomotion in Birds). Neben seiner Tätigkeit am AMNH lehrte er auch an der Columbia University.
Er befasst sich mit der höheren Systematik der Vögel. Er untersucht in jüngster Zeit unter anderem (auch mit DNA-Analyse) die Verwandtschaftsverhältnisse der Paradiesvögel in Neuguinea und Umgebung und die Ursachen ihrer Diversifikation, sowie der Rabenvögel und anderer Singvögel. Ein weiterer Schwerpunkt seiner Forschung ist Erhaltung von Arten.
In den 1970er und 1980er Jahren unternahm er (umstrittene) Versuche einer kladistischen Systematik der Vögel. Er befasste sich auch mit Paläo-Biogeographie, Mustern in Stammbäumen, dem Konzept der Art, mit Artenbildung und anderen Fragen der Evolutionstheorie, wobei er mit Niles Eldredge zusammenarbeitete.
Er ist Fellow der American Association for the Advancement of Science und der American Ornithological Society. Er war Präsident der Society of Systematic Biologists.

## Dedikationsnamen
1987 benannte Cécile Mourer-Chauviré die fossile Eulenart Palaeobyas cracrafti nach Cracraft. 2023 wurde die Bekardenart Schiffornis cracrafti zu Ehren von Joel Cracraft benannt.

## Schriften
- Continental drift, paleoclimatology, and the evolution and biogeography of birds, Journal of Zoology 169, 1973, 455–543
- Phylogenetic models and classification, Systematic Biology 23, 1974, 71–90
- Phylogeny and evolution of the ratite birds, Ibis 116, 1974, 494–521
- Toward a phylogenetic classification of the recent birds of the world (Class Aves), The Auk, 1981, 681–714
- mit Niles Eldredge Phylogenetic patterns and the evolutionary process. Method and theory in comparative biology, Columbia University Press 1985
- Species concepts and speciation analysis, Current Ornithology, 1, 1983, 159–187
- Historical biogeography and patterns of differentiation within the South American avifauna: areas of endemism, Ornithological Monographs, American Ornithologists Union 1985, S. 49–81
- Deep-history biogeography: retrieving the historical pattern of evolving continental biotas, Systematic Biology, 37, 1988, 221–236
- The major clades of birds, in: The phylogeny and classification of the tetrapods 1, 1988, 339–361
- mit F. Keith Barker, Michael Braun, John Harshman, Gareth J. Dyke, Julie Feinstein, Scott Stanley, Alice Cibois, Peter Schikler, Pamela Beresford, Jaime García-Moreno, Michael D. Sorenson, Tamaki Yuri, David P. Mindell: Phylogenetic relationships among modern birds (Neornithes): toward an avian tree of life, in J. Cacraft, M. J. Donoghue Assembling the tree of life, Oxford University Press, 2004, S. 468–489
- mit F. Keith Barker, Alice Cibois, Peter Schikler, Julie Feinstein Phylogeny and diversification of the largest avian radiation, Proc. National Academy of Sciences USA, 101, 2004, 11040–11045
- Herausgeber mit F. Grifo The Living Planet in Crisis: Biodiversity Science and Policy, Columbia University Press, 1999
- Herausgeber mit M. J. Donoghue: Assembling the Tree of Life, Oxford University Press, 2004